# مونتالفوس
بلدية مونتالفوس (بالإسبانية: Montalvos) هي بلدية تقع في مقاطعة البسيط التابعة لمنطقة كاستيا لا مانتشا وسط إسبانيا.

## الديموغرافيا
بلغ عدد سكان بلدية مونتالفوس 125 نسمة عام 2011 (وفقاً للمعهد الوطني الإسباني للإحصاء).
| 153 | 149 | 147 | 146 | 140 | 134 | 125 |

## أعلام
- رودريغو روبيو